# Charles Crespel-Tilloy
Charles Crespel-Tilloy, né le 5 novembre 1819 à Lille et mort dans la même commune le 17 mai 1897, est un industriel et homme politique français.

## Biographie
Charles Crespel-Tilloy naît le 5 novembre 1819 à Lille, dans le Nord.
Il est issu d’une famille originaire d’Artois établie à Lille au XVIIIe siècle.
Son grand-père, Jean-Noël Crespel-Rivelois (1724-1787), marchand épicier à Lille, établit en 1780 un atelier de retorderie de lin repris par son fils André.
Charles prend la succession de l’entreprise avec son frère Félix et la développe en lui adjoignant un tissage de toiles.
Il épouse en 1848 Mathilde Tilloy, fille du négociant Aimé Tilloy-Casteleyn, président de la Chambre de commerce de Lille. Il se sépare de son frère pour former en 1839 en association avec son beau-frère Auguste-Adolphe Descamps la société en nom collectif « Crespel et Descamps » dont le siège est situé 73 rue de Jemmappes à Lille exploitant  une manufacture pour la fabrication et la vente de fil retors.
Il est président des Établissements Kuhlmann. Crespel-Tilloy est également cofondateur et président du Crédit du Nord.
Il devient président du Tribunal de commerce de Lille.
Il est maire de Lille de 1867 à 1873.
Charles Crespel-Tilloy meurt le 17 mai 1897 à Lille, à l'âge de 77 ans.  
Sa fortune au  décès est d'environ 5 millions de F.